# Indophoxus curvirostris
Indophoxus curvirostris is een vlokreeftensoort uit de familie van de Phoxocephalidae. De wetenschappelijke naam van de soort is voor het eerst geldig gepubliceerd in 2005 door Dang & Hung Anh Le.